# KBS京都アニメ番組放送一覧
KBS京都アニメ番組放送一覧（ケービーエスきょうとアニメばんぐみほうそういちらん）では、京都府の独立局であるKBS京都にて現在放送しているものおよび過去に放送されたアニメ番組を日程の古いものから順に列挙している。
- 放送時刻はJSTで表記。
- 現在放送中の番組（アニメ以外）については、「KBS京都番組一覧」を参照の事。
- 「☆」：サンテレビでも放送された深夜アニメ
- 「太字」：ハイビジョン制作の作品深夜アニメ

## 現在放送中のアニメ
（2025年7月現在）
| 時間  | 日                       | 月                         | 火                         | 水                                   | 木                      | 金                                       | 土 |
| ----- | ------------------------ | -------------------------- | -------------------------- | ------------------------------------ | ----------------------- | ---------------------------------------- | -- |
| 11:00 | ポケットモンスター       | -                          | -                          | -                                    | -                       | -                                        | -  |
| 22:00 | -                        | -                          | -                          | -                                    | Dr.STONE SCIENCE FUTURE | -                                        | -  |
| 24:00 | -                        | フードコートで、また明日。 | -                          | クレバテス-魔獣の王と赤子と屍の勇者- | -                       | アークナイツ【焔燼曙明/RISE FROM EMBER】 | -  |
| 24:30 | -                        | -                          | まったく最近の探偵ときたら | -                                    | -                       | -                                        | -  |
| 24:45 | ゲーセン少女と異文化交流 | -                          | -                          | -                                    | -                       | -                                        | -  |
| 25:00 | -                        | -                          | カッコウの許嫁 Season2     | 盾の勇者の成り上がり Season4         | -                       | -                                        | -  |
| 25:30 | -                        | -                          | -                          | New PANTY & STOCKING with GARTERBELT | -                       | -                                        | -  |
| 26:45 | -                        | -                          | ぬきたし THE ANIMATION     | -                                    | -                       | -                                        | -  |

## 放送作品など

### 日曜日

#### 6時00分枠
- 一休さん（2001年4月 - 不明）

#### 7時30分枠
- スーパードールリカちゃん（1999年）
- 勇者ライディーン（2000年4月 - 2001年3月）
- とっとこハム太郎（2000年 - 2004年9月。土曜10時30分枠に移動）

#### 8時00分 - 8時30分枠
- ポケットモンスターシリーズ
  - ポケットモンスター（無印編。1997年、1998年4月 - 2003年1月）
  - ポケットモンスター アドバンスジェネレーション（2003年1月 - 2004年9月。11時00分枠へ移動）

#### 11時00分枠
- ポケットモンスターシリーズ
  - ポケットモンスター アドバンスジェネレーション（2004年10月 - 2006年10月。8時00分枠より移動）
  - ポケットモンスター ダイヤモンド&パール（2006年10月 - 2010年9月）
  - ポケットモンスター ベストウイッシュ（2010年10月 - 2013年10月）
  - ポケットモンスター XY（2013年10月 - 2015年11月）
  - ポケットモンスター XY&Z（2015年11月 - 2016年11月）
  - ポケットモンスター サン&ムーン（2016年11月 - 2019年11月）
  - ポケットモンスター（2019年11月 - 2023年4月）
  - ポケットモンスター（2023年4月 - ）

#### 12時00分 - 12時30分枠
1990年代中頃より日曜正午にアニメ枠を編成していたが、2002年春改編にて土曜12時00分枠へ移動。
- みかん絵日記（時期不明）
- こどものおもちゃ（1996年4月14日 - 1998年4月5日）
- カウボーイビバップ（1998年10月 - 1999年4月）
- 発明BOYカニパン（1998年7月 - 1999年2月）
- 超発明BOYカニパン（1999年2月 - 1999年7月）
- ビックリマン2000（1999年11月 - 2001年3月）
- 電脳冒険記ウェブダイバー（2001年4月 - 2002年3月）

#### 16時00分 - 16時30分枠
- スーパーブック シーズン3（2020年10月4日 - 12月27日）
- スーパーブック シーズン5（2023年10月1日 - 12月24日）

#### 22時00分 - 22時30分枠
- テレビまんが 昭和物語（☆2011年4月17日 - 7月17日）
- 有頂天家族（☆2013年7月7日 - 9月29日）

#### 22時15分 - 22時30分枠
- ワールドフールニュース PARTII（☆2017年10月1日 - 12月17日）

#### 23時00分 - 23時30分枠
- 天体のメソッド（☆2014年10月5日 - 12月28日）
- 攻殻機動隊ARISE ALTERNATIVE ARCHITECTURE（☆2015年4月5日 - 6月14日）
- コメット・ルシファー（☆2015年10月4日 - 12月20日）
- Dimension W（☆2016年1月10日 - 3月27日）
- コンクリート・レボルティオ〜超人幻想〜THE LAST SONG（☆2016年4月10日 - 6月19日）
- ねじ巻き精霊戦記 天鏡のアルデラミン（☆2016年7月10日 - 10月2日）
- Lostorage incited WIXOSS（☆2016年10月9日 - 12月25日）
- スクールガールストライカーズ Animation Channel（☆2017年1月8日 - 3月26日、4月3日）
- アリスと蔵六（☆2017年4月2日 - 6月25日）
- ナイツ&マジック（☆2017年7月2日 - 9月24日）
- 妹さえいればいい。（☆2017年10月8日 - 12月24日）
- アイドリッシュセブン（☆2018年1月7日 - 4月1日）
- 魔法少女 俺（☆2018年4月8日 - 6月24日）
- ラブライブ!サンシャイン!!（再放送）（☆2018年7月1日 - 12月23日）
- 明治東亰恋伽（☆2019年1月13日 - 3月31日）
- あんさんぶるスターズ!（☆2019年7月7日 - 12月22日)
- アイドリッシュセブン Second BEAT!（☆2020年4月5日 - 4月19日、10月4日 - 12月27日)
- アイドリッシュセブン（再放送）（☆2020年4月26日 - 7月5日)
- モンスター娘のお医者さん（☆2020年7月12日 - 9月27日)

#### 23時30分 - 24時00分枠
- 失われた未来を求めて（☆2014年10月5日 - 12月21日）
- 少年ハリウッド -HOLLY STAGE FOR 50-（☆2015年1月11日 - 4月5日）
- コンクリート・レボルティオ〜超人幻想〜（☆2015年10月4日 - 12月27日）
- 霊剣山 星屑たちの宴（☆2016年1月10日 - 3月27日）
- GJ部（2016年4月10日 - 6月26日）
- 初恋モンスター（☆2016年7月3日 - 9月18日）
- マジきゅんっ!ルネッサンス（☆2016年10月2日 - 12月25日）
- 幼女戦記（☆2017年1月8日 - 4月2日）
- ID-0（☆2017年4月9日 - 6月25日）
- プリンセス・プリンシパル（☆2017年7月9日 - 9月24日）
- クジラの子らは砂上に歌う（☆2017年10月8日 - 12月24日）
- LOST SONG（☆2018年4月8日 - 6月24日）
- あそびあそばせ（☆2018年7月8日 - 9月23日）
- ライフル・イズ・ビューティフル（☆2019年10月13日 - 12月29日、2020年1月18日)
- グレイプニル（☆2020年4月5日 - 6月28日）
- IDOLY PRIDE（2021年1月10日 - 3月28日）
- アイドリッシュセブン Third BEAT!（☆2021年7月4日 - 9月26日、2022年10月2日 - 12月25日、2023年2月5日 - 2月26日）
- 薔薇王の葬列（☆2022年1月9日 - 6月26日）
- 幻日のヨハネ -SUNSHINE in the MIRROR-（☆2023年7月2日 - 9月24日）
- 攻略うぉんてっど!〜異世界救います!?〜（☆2023年10月8日 - 12月24日）

#### 24時00分 - 24時30分枠
- TARI TARI（☆2012年7月1日 - 9月23日）
- BTOOOM!（☆2012年10月7日 - 12月23日）
- AKB0048 next stage（☆2013年1月6日 - 3月31日）
- 少年ハリウッド -HOLLY STAGE FOR 49-（☆2014年7月6日 - 9月28日）
- 無職転生 〜異世界行ったら本気だす〜（☆2021年1月10日 - 3月21日、10月3日 - 12月19日）
- セブンナイツ レボリューション -英雄の継承者-（☆2021年4月4日 - 6月20日）
- ブラック★★ロックシューター DAWN FALL（☆2022年4月3日 - 6月19日）
- 英雄教室（☆2023年7月9日 - 9月24日）
- 神之塔 -Tower of God- (第2期)（☆2024年7月7日 - ）
- 前橋ウィッチーズ（☆2025年4月6日 - 6月22日）

#### 24時15分 - 24時45分枠
- THE ビッグオー（☆ 2002年10月6日 - 2003年3月30日）

#### 24時45分 - 25時15分枠
- グリザイアの果実（☆2014年10月5日 - 12月28日）
- 純潔のマリア（☆2015年1月11日 - 3月29日）
- グリザイアの楽園（☆2015年4月19日 - 6月21日）
- 下ネタという概念が存在しない退屈な世界（☆2015年7月5日 - 9月20日）
- 真夜中のオカルト公務員（☆2019年4月7日 - 6月23日）
- ナカノヒトゲノム【実況中】（☆2019年7月7日 - 9月22日)
- アフリカのサラリーマン（☆2019年10月6日 - 12月22日)
- ID：INVADED イド：インヴェイデッド（☆2020年1月5日 - 3月22日）
- 社長、バトルの時間です!（☆2020年4月5日 - 6月28日）
- 戦闘員、派遣します!（☆2021年4月4日 - 6月20日）
- 探偵はもう、死んでいる。（☆2021年7月4日 - 9月19日）
- 見える子ちゃん（☆2021年10月3日 - 12月19日）
- 佐々木と宮野（☆2022年1月9日 - 3月27日）
- 連盟空軍航空魔法音楽隊ルミナスウィッチーズ（☆2022年7月3日 - 9月25日）
- 夫婦以上、恋人未満。（☆2022年10月9日 - 12月25日）
- 便利屋斎藤さん、異世界に行く（☆2023年1月8日 - 3月26日）
- 無職転生 II 〜異世界行ったら本気だす〜（☆2023年7月2日 - 9月24日）
- 君のことが大大大大大好きな100人の彼女（☆2023年10月8日 - 12月24日）
- 真の仲間じゃないと勇者のパーティーを追い出されたので、辺境でスローライフすることにしました2nd（☆2024年1月7日 - 3月24日）
- じいさんばあさん若返る（☆2024年4月7日 - 6月16日）
- VTuberなんだが配信切り忘れたら伝説になってた（☆2024年7月7日 - 9月22日）
- 君のことが大大大大大好きな100人の彼女(第2期)（☆2025年1月12日 - 3月30日）
- ゴリラの神から加護された令嬢は王立騎士団で可愛がられる（☆2025年4月6日 - 6月22日）
- ゲーセン少女と異文化交流（☆2025年7月6日 - ）

#### 25時15分 - 25時45分枠
- D.C. 〜ダ・カーポ〜（☆ 2003年7月6日 - 12月28日）
- 美鳥の日々（☆ 2004年4月4日 - 6月27日）
- こいこい7（☆ 2005年4月3日 - 6月26日）
- 機動新撰組 萌えよ剣 TV（☆ 2005年7月3日 - 9月25日）
- はっぴぃセブン〜ざ・テレビまんが〜（☆ 2005年10月2日 - 12月25日）
- Fate/stay night（☆ 2006年1月8日 - 6月25日）
- ゼロの使い魔（☆ 2006年7月2日 - 9月24日）
- 夜明け前より瑠璃色な 〜Crescent Love〜（☆ 2006年10月8日 - 12月24日）
- 恋する天使アンジェリーク〜かがやきの明日〜（☆ 2007年1月7日 - 3月25日）
- 一騎当千 Dragon Destiny（☆ 2007年4月1日 - 6月10日）
- ゼロの使い魔 〜双月の騎士〜（☆ 2007年7月8日 - 9月23日）

#### 25時15分 - 25時30分枠
- キャラディのジョークな毎日 [再放送] （2010年4月4日 - 9月26日）

#### 26時10分 - 26時25分枠
- ガイコツ書店員 本田さん（☆2018年10月7日 - 12月23日）

#### 26時10分 - 26時40分枠
- 異種族レビュアーズ（☆2020年1月12日 - 3月29日）

#### 26時40分 - 27時10分枠
- 異種族レビュアーズ（再放送）（2020年7月12日 - 9月27日）

### 月 - 水曜日

#### 17時20分 - 17時50分枠
2012年春改編にて17時00分枠へ移動。
- 怪盗セイントテール（2011年12月5日 - 2012年3月20日）
- かいけつゾロリ☆（2012年3月21日 - 2012年3月28日）

#### 17時00分 - 17時30分枠
- かいけつゾロリ☆ （2012年4月2日 - 2012年7月23日。17時20分より枠移動）
- まじめにふまじめ かいけつゾロリ☆（2012年7月24日 - 2013年3月19日）

### 月 - 木曜日

#### 17時25分 - 17時55分枠
- まんが偉人物語（1997年4月 - 不明）

#### 18時25分 - 18時55分
- SLAM DUNK（1997年）

### 月 - 金曜日

#### 18時25分 - 18時55分枠
- 一休さん（ - 2000年3月）

### 月曜日

#### 7時30分 - 8時00分枠
- がんばれ元気（1999年）

#### 17時00分 - 17時30分枠
- くじらのホセフィーナ（1983年）
- The・かぼちゃワイン（1999年）

#### 17時55分 - 18時25分枠
- 光速電神アルベガス（1983年）

#### 18時30分 - 19時00分枠
- 装甲騎兵ボトムズ（1983年）
- 七つの海のティコ（2002年4月 - 9月）
- ロミオの青い空（不明 - 2003年1月）

#### 19時00分 - 19時30分枠
- 赤毛のアン（2001年）
- アルプスの少女ハイジ（2000年）
- 妖怪ウォッチ（2015年10月5日 - 2018年6月25日）
- 妖怪ウォッチ シャドウサイド（2018年7月2日 - 2019年6月3日）
- 妖怪ウォッチ!（2019年6月10日 - 2020年2月10日）
- 妖怪ウォッチJam 妖怪学園Y 〜Nとの遭遇〜（2020年2月17日 - 2021年4月26日）
- アイカツ!（2021年5月3日 - 2022年6月26日）
- 黒子のバスケ（2022年7月3日 - 2025年2月17日）

#### 19時30分 - 20時00分枠
- あらいぐまラスカル（2000年）
- 母をたずねて三千里（2001年）
- リサとガスパール（2015年11月9日 - 6月6日）
- 怪盗ジョーカー（2016年6月13日 - 2017年10月9日）
- 12歳。〜ちっちゃなムネのトキメキ〜（2017年10月16日 - 2018年5月21日）
- ニャニがニャンだー ニャンダーかめん（2018年7月2日 - 2020年8月10日）
- 魔神英雄伝ワタル（2020年8月17日 - 2021年10月11日）
- 魔神英雄伝ワタル2（2021年10月18日 - 2023年2月6日）
- 超魔神英雄伝ワタル（2023年2月13日 - 2024年7月8日）

#### 19時55分 - 20時00分枠
- ドアマイガーD（2015年1月5日 - 3月30日）
- 浦和の調ちゃん（2015年4月13日 - 6月29日）

#### 20時00分 - 20時30分枠
- 有頂天家族2（2017年4月10日 - 6月26日）

#### 23時00分 - 23時30分枠
- ハングリーハート WILD STRIKER（再放送）（2021年4月5日 - 2022年3月28日）

#### 24時00分 - 24時30分枠
- スタミュ 第2期（☆2017年4月3日 - 6月19日）
- 恋と嘘（☆2017年7月3日 - 9月18日）
- UQ HOLDER! 〜魔法先生ネギま!2〜（☆2017年10月2日 - 12月18日）
- バジリスク 〜桜花忍法帖〜（☆2018年1月8日 - 6月18日）
- 悪偶 -天才人形-（☆2018年7月9日 - 9月24日）
- スタミュ（再放送）（2019年1月7日 - 6月24日）
- スタミュ 第3期（☆2019年7月1日 - 9月16日)
- A3! SEASON SPRING&SUMMER（☆2020年1月13日 - 2月17日、4月6日 - 6月22日）
- ふたりはミルキィホームズ（☆2020年2月24日 - 3月30日）
- A3! SEASON AUTUMN&WINTER（☆2020年10月12日 - 12月28日）
- 宇宙よりも遠い場所（☆2021年1月4日 - 3月29日）
- 月とライカと吸血姫（☆2021年10月4日 - 12月20日）
- プリンセスコネクト!Re:Dive Season 2（☆2022年1月10日 - 3月28日）
- ようこそ実力至上主義の教室へ（再放送）（☆2022年4月4日 - 6月20日）
- ようこそ実力至上主義の教室へ 2nd Season（☆2022年7月4日 - 9月26日）
- 新米錬金術師の店舗経営（☆2022年10月3日 - 12月19日）
- HIGH CARD（☆2023年1月9日 - 3月27日、2024年1月8日 - 3月25日）
- くまクマ熊ベアーぱーんち!（☆2023年4月3日 - 6月19日）
- 鴨乃橋ロンの禁断推理（☆2023年10月2日 - 12月25日）
- 終末トレインどこへいく？（☆2024年4月1日 - 6月17日）
- 真夜中ぱんチ（☆2024年7月8日 - 9月23日）
- 鴨乃橋ロンの禁断推理 2nd Season（☆2024年10月7日 - 12月30日）
- わたしの幸せな結婚 (第2期)（☆2025年1月6日 - 3月31日、4月11日）
- フードコートで、また明日。（☆2025年7月7日 - ）

#### 24時30分 - 25時00分枠
- つうかあ（☆2017年10月9日 - 12月25日）
- りゅうおうのおしごと!（☆2018年1月8日 - 3月26日）
- 蒼天の拳 REGENESIS（☆2018年4月9日 - 6月25日、10月8日 - 12月24日）
- ロード オブ ヴァーミリオン 紅蓮の王（☆2018年7月16日 - 9月24日、9月28日）
- ぱすてるメモリーズ（☆2019年1月7日 - 3月25日）
- コップクラフト（2019年7月8日 - 9月30日）
- ありふれた職業で世界最強（2019年10月14日 - 12月30日）
- 群れなせ!シートン学園（☆2020年1月6日 - 3月23日）
- プリンセスコネクト!Re:Dive（☆2020年4月6日 - 6月29日）
- バキ 大擂台賽編（☆2020年7月6日 - 9月28日）
- 吸血鬼すぐ死ぬ（☆2021年10月4日 - 12月20日）
- 範馬刃牙（☆2022年1月10日 - 3月28日）
- 吸血鬼すぐ死ぬ2（☆2023年1月9日 - 3月27日）
- デッドマウント・デスプレイ（☆2023年4月10日 - 6月26日）
- 政宗くんのリベンジR（☆2023年7月3日 - 9月18日）
- オーバーテイク!（☆2023年10月2日 - 12月18日）
- 神は遊戯に飢えている。（☆2024年4月1日 - 6月24日）

#### 25時00分 - 25時05分枠
- お見合い相手は教え子、強気な、問題児。（2017年10月2日 - 12月18日）

#### 25時00分 - 25時30分枠
2009年3月まではアニメ枠が25時30分 - 26時00分だった。
- シャングリ・ラ（☆2009年4月6日 - 9月14日）
- そらのおとしもの（☆2009年10月5日 - 12月28日）
- 薄桜鬼（☆2010年4月5日 - 6月21日）[注 1]
- ブラック・ラグーン (☆2010年6月28日）
- 生徒会役員共（☆2010年7月5日 - 9月28日）
- 薄桜鬼 碧血録（☆2010年10月4日 - 12月27日）
- お兄ちゃんのことなんかぜんぜん好きじゃないんだからねっ!!（☆2011年1月10日 - 3月28日）[注 2][注 3]
- 日常（☆2011年4月4日 - 10月3日 ）
- 未来日記（☆2011年10月10日 - 2012年4月16日）
- 氷菓（☆2012年4月23日 - 9月17日）
- 好きっていいなよ。（☆2012年10月8日 - 12月31日）
- まおゆう魔王勇者（☆2013年1月7日 - 4月1日）
- 惡の華（☆2013年4月8日 - 7月1日）
- 神さまのいない日曜日（☆2013年7月8日 - 9月23日）
- 夜桜四重奏 〜ハナノウタ〜（☆2013年10月7日 - 12月30日）
- ウィザード・バリスターズ 弁魔士セシル（☆2014年1月13日 - 3月31日）
- 僕らはみんな河合荘（☆2014年4月7日 - 6月23日）
- さばげぶっ!（☆2014年7月7日 - 9月22日）
- 神撃のバハムート GENESIS（☆2014年10月6日 - 12月29日）
- アブソリュート・デュオ（☆2015年1月5日 - 3月23日）
- ハロー!!きんいろモザイク（☆2015年4月6日 - 6月22日）
- ゴッドイーター（☆2015年7月6日 - 9月28日）
- VALKYRIE DRIVE -MERMAID-（☆2015年10月12日 - 12月28日）
- 最弱無敗の神装機竜（☆2016年1月11日 - 3月28日）
- 三者三葉（☆2016年4月11日 - 6月27日）
- あまんちゅ!（☆2016年7月11日 - 9月26日）
- 境界線上のホライゾン（2016年10月3日 - 12月26日）
- 霊剣山 叡智への資格（☆2017年1月9日 - 3月27日）
- ゼロから始める魔法の書（☆2017年4月10日 - 6月26日）
- 天使の3P!（☆2017年7月10日 - 9月25日）

#### 25時20分 - 25時50分枠
- らいむいろ戦奇譚（☆2003年1月6日 - 3月31日）

#### 25時25分 - 25時55分枠
- ラーゼフォン（2002年1月28日 - ）
- BPS バトルプログラマーシラセ（2003年10月6日 - ）
- 神無月の巫女（2004年10月4日 - 12月20日）

#### 25時30分 - 25時35分枠
- ヤマノススメ（2014年4月7日 - 6月23日）
- てーきゅうベストセレクション（2014年7月7日 - 9月29日）
- ちるらん にぶんの壱 / ワカコ酒（2017年1月9日 - 3月27日）

#### 25時30分 - 25時40分枠
- おくさまが生徒会長!+!（☆2016年10月10日 - 12月26日）

#### 25時30分 - 26時00分枠
2009年4月よりアニメ枠が25時00分 - 25時30分に枠移動をした。
- おくさまは女子高生（☆2005年7月4日 - 9月26日）
- Canvas2〜虹色のスケッチ〜（☆2005年10月3日 - 2006年3月27日）
- 涼宮ハルヒの憂鬱（☆2006年4月3日 - 7月3日）
- N・H・Kにようこそ!（2006年7月10日 - 12月18日）
- SHUFFLE! MEMORIES（☆2007年1月8日 - 3月26日）
- らき☆すた（☆2007年4月10日 - 9月17日）
- レンタルマギカ（☆2007年10月8日 - 2008年3月24日）
- 我が家のお稲荷さま。（☆2008年4月7日 - 9月15日）
- 喰霊-零-（☆2008年10月6日 - 12月22日）
- RIDEBACK -ライドバック-（☆2009年1月13日 - 3月31日）
- アスタロッテのおもちゃ!（☆2011年4月4日 - 6月27日）
- ロウきゅーぶ!（☆2011年7月4日 - 9月26日）
- C3 -シーキューブ-（☆2011年10月3日 - 12月19日）
- あの夏で待ってる（☆2012年1月9日 - 3月26日）
- 謎の彼女X（☆2012年4月9日 - 7月2日）
- きんいろモザイク（☆2013年7月8日 -  9月23日）
- メガネブ!（☆2013年10月7日 - 12月23日）
- そにアニ -SUPER SONICO THE ANIMATION-（☆2014年1月6日 - 3月24日）
- うしおととら（☆2015年7月6日 - 12月28日）
- 神様はじめました（2016年1月4日 - 3月28日）
- うしおととら 第3クール（☆2016年4月4日 - 6月27日）
- アクティヴレイド -機動強襲室第八係- 2nd（☆2016年7月11日 - 9月26日）

#### 25時35分 - 26時05分枠
- M3〜ソノ黒キ鋼〜（☆2014年4月21日 - 9月29日）

#### 26時00分 - 26時30分枠
- 僕等がいた（2006年7月3日 - 12月25日）

### 火曜日

#### 7時30分 - 8時00分枠
- ハロー!サンディベル（1999年）

#### 17時00分 - 17時30分枠
- 亜空大作戦スラングル（1983年）
- 姫ちゃんのリボン（1992年12月 - 1993年12月）
- 赤ずきんチャチャ（1994年1月 - 1995年6月）

#### 18時00分 - 18時30分枠
- 一休さん（不明 - 1999年9月）
- The・かぼちゃワイン（1999年10月 - 不明）

#### 18時30分 - 19時00分枠
- のらくろクン（1997年）
- がんばれ元気（不明 - 2000年9月）
- 小公女セーラ（不明 - 2003年2月）

#### 19時00分 - 19時55分枠
- 魔法のプリンセス ミンキーモモ（2013年4月2日 - 不明）
- るろうに剣心 -明治剣客浪漫譚-（2014年4月1日 - 2015年3月10日）
- 機動警察パトレイバー（2015年3月17日 - 8月25日）

#### 19時27分 - 19時57分枠
- ぐんまちゃん（☆2021年10月5日 - 12月28日）

#### 23時55分 - 24時00分枠
- ハミダシクリエイティブ（☆2024年10月8日 -12月24日）

#### 24時00分 - 24時30分枠
- ワンパンマン（2015年10月6日 - 12月22日）
- ハイスクール・フリート（☆2016年4月12日 - 6月28日）
- テイルズ オブ ゼスティリア ザ クロス（☆2016年7月5日 - 9月27日）
- 装神少女まとい（☆2016年10月4日 - 12月20日）
- ガヴリールドロップアウト（☆2017年1月10日 - 3月28日）
- 三ツ星カラーズ（☆2018年1月9日 - 3月27日）
- デビルズライン（☆2018年4月10日 - 6月26日）

#### 24時00分 - 25時00分枠
- LEGEND OF BASARA（☆1998年4月7日 - 6月30日）
- 頭文字D（1998年 - 1999年3月30日）
- 頭文字D Second Stage（1999年 - 不明）

#### 24時30分 - 25時00分枠
- 響け!ユーフォニアム（☆2015年4月7日 - 6月30日）
- モンスター娘のいる日常（☆2015年7月7日 - 9月22日）
- 緋弾のアリアAA（☆2015年10月6日 - 12月22日）
- プリンス・オブ・ストライド オルタナティブ（☆2016年1月5日 - 3月22日）
- くまみこ（☆2016年4月5日 - 6月21日）
- チア男子!!（☆2016年7月5日 - 9月27日）
- ACCA13区監察課（☆2017年1月10日 - 3月28日）
- ハイスクールD×D HERO（☆2018年4月10日 - 6月26日）
- バキ（☆2018年7月3日 - 12月25日）
- ある魔女が死ぬまで（☆2025年4月1日 - 6月17日）
- まったく最近の探偵ときたら（☆2025年7月1日 - ）

#### 25時00分 - 25時30分枠
2009年3月まではアニメ枠が25時30分-26時00分だった。
- 涼宮ハルヒの憂鬱（☆2009年4月7日 - 10月13日）
- キディ・ガーランド（☆2009年10月20日 - 2010年3月30日）
- セキレイ〜Pure Engagement〜 （☆2010年7月6日 - 9月29日）
- そらのおとしものf（☆2010年10月5日 - 12月21日）
- これはゾンビですか?（☆2011年1月11日 - 4月5日）
- 世界一初恋（☆2011年4月12日 - 6月28日）
- いつか天魔の黒ウサギ（☆2011年7月12日 - 9月27日）
- 世界一初恋2（☆2011年10月11日 - 12月27日）
- Another（☆2012年1月10日 - 3月27日）
- ヨルムンガンド（☆2012年4月10日 - 7月3日）
- DOG DAYS'（☆2012年7月10日 - 10月2日）
- ヨルムンガンド PERFECT ORDER（☆2012年10月9日 - 12月25日）
- AMNESIA（☆2013年1月8日 - 3月26日）
- ゆゆ式（☆2013年4月9日 -  6月25日）
- BROTHERS CONFLICT（☆2013年7月2日 - 9月17日）
- 東京レイヴンズ（☆2013年10月8日 - 2014年3月25日）
- ブラック・ブレット（☆2014年4月8日 - 7月1日）
- モモキュンソード（☆2014年7月8日 - 9月23日）
- AKB0048（再放送）（2014年10月7日 - 12月30日）
- おちこぼれフルーツタルト（☆2020年10月13日 - 12月29日）
- 人間不信の冒険者たちが世界を救うようです（☆2023年1月10日 - 3月28日）
- デッドマウント・デスプレイ（☆2023年10月10日 - 12月26日）
- Lv2からチートだった元勇者候補のまったり異世界ライフ（☆2024年4月9日 - 6月18日）
- カッコウの許嫁 Season2（☆2025年7月8日 - ）

#### 25時30分 - 25時35分枠
2011年7月期から竹書房発行の4コマ雑誌連載作品のアニメを放送していた。
- 森田さんは無口。（2011年7月5日 - 9月27日）
- 森田さんは無口。2（2011年10月4日 - 12月27日）
- リコーダーとランドセル ド♪（2012年1月10日 - 3月27日）
- リコーダーとランドセル レ♪（2012年4月3日 - 6月26日）
- ちとせげっちゅ!!（2012年7月3日 - 12月25日）
- あいまいみー（2013年1月8日 - 3月26日）
- スパロウズホテル（2013年4月9日 - 6月25日）
- リコーダーとランドセル ミ☆（2013年7月2日 - 9月24日）

#### 25時30分 - 26時00分枠
2009年4月よりアニメ枠が25時00分 - 25時30分に枠移動をした。
- HAPPY★LESSON THE TV（☆2002年4月2日 - 不明）
- バジリスク 〜甲賀忍法帖〜（☆2005年4月12日 - 9月20日）
- BLACK LAGOON（☆2006年4月11日 - 6月27日）
- つよきす Cool×Sweet（☆2006年7月4日 - 9月19日）
- BLACK LAGOON The Second Barrage（☆2006年10月3日 - 12月19日）
- シャイニング・ティアーズ・クロス・ウィンド（☆2007年4月10日 - 7月3日）
- ぽてまよ（☆2007年7月10日 - 9月25日）
- ef - a tale of memories.（☆2007年10月9日 - 12月25日）
- シゴフミ（☆2008年1月8日 - 3月25日）
- 仮面のメイドガイ（☆2008年4月1日 - 6月25日）
- セキレイ（☆2008年7月1日 - 9月23日）
- ef - a tale of melodies.（☆2008年10月7日 - 12月23日）
- マリア様がみてる 4thシーズン（☆2009年1月6日 - 3月31日）
- THE MARGINAL SERVICE（☆2023年4月11日 - 6月27日）

#### 25時45分 - 26時15分枠
2006年4月よりアニメ枠が26時00分 - 26時30分に枠移動をした。
- 鍵姫物語 永久アリス輪舞曲（☆2006年1月3日 - 3月28日）

#### 26時00分 - 26時30分枠
2006年3月まではアニメ枠が25時45分 - 26時15分だった。
- 吉永さん家のガーゴイル（☆2006年4月4日 - 6月27日）
- パンプキン・シザーズ（☆2006年10月3日 - 2007年3月20日）
- 魔法少女リリカルなのはStrikerS（2007年4月3日 - 7月25日）
- BLUE DROP（2007年10月2日 - 12月25日）
- フルメタル・パニック!（☆2008年1月8日 - 6月17日）
- フルメタル・パニック! The Second Raid（☆2008年6月24日 - 9月16日）
- フルメタル・パニック? ふもっふ（☆2008年9月23日 - 12月9日）
- 空を見上げる少女の瞳に映る世界（☆2009年1月13日 - 3月10日）

#### 26時45分 - 27時15分枠
- ぬきたし THE ANIMATION（2025年7月22日 - ）

### 水曜日

#### 7時30分 - 8時00分枠
- ゲンジ通信あげだま（1999年）

#### 17時00分 - 17時30分枠
- パソコントラベル探偵団（1983年）
- 宇宙船サジタリウス（1999年）

#### 18時00分 - 18時30分枠
- 宇宙海賊キャプテンハーロック（1997年）
- ハロー!サンディベル（2000年）

#### 18時30分 - 19時00分枠
- DRAGON QUEST -ダイの大冒険-（1997年）
- ドラゴンクエスト（1999年）
- 魔法少女ララベル（2000年）

#### 19時00分 - 19時55分枠
- 超獣機神ダンクーガ（2014年4月9日 - 9月10日）
- 獣装機攻ダンクーガノヴァ（2014年9月17日 - 10月29日）
- キャプテン翼（平成版）（2014年11月5日 - 2015年5月27日）

#### 22時00分 - 22時15分枠
- ヤマノススメ セカンドシーズン（2014年7月9日 - 12月24日）

#### 22時30分 - 23時00分枠
- number24（☆2020年1月8日 - 3月25日、4月15日、4月22日）

#### 22時55分 - 23時00分枠
- 増田こうすけ劇場 ギャグマンガ日和2（2008年1月3日 - 3月19日）
- 増田こうすけ劇場 ギャグマンガ日和3（2008年3月26日 - 6月25日）

#### 23時00分 - 23時30分枠
- 同級生2（☆1998年7月 - 8月）
- 下級生 あなただけを見つめて…（☆1998年9月 - 9月）
- To Heart（☆1999年4月7日 - 6月30日）
- 下級生（☆1999年7月 - 9月）
- TSUKIPRO THE ANIMATION（☆2017年10月4日 - 12月27日）
- ダメプリ ANIME CARAVAN（☆2018年1月10日 - 3月28日）
- 鹿楓堂よついろ日和（2018年4月11日 - 6月27日）

#### 23時30分 - 24時00分枠
- TSUKIPRO THE ANIMATION（再放送）（☆2020年7月1日 - 9月23日）
- ツキウタ。 THE ANIMATION2（☆2020年10月7日 - 12月30日）
- TSUKIPRO THE ANIMATION2（☆2021年7月7日 - 9月29日）
- 真の仲間じゃないと勇者のパーティーを追い出されたので、辺境でスローライフすることにしました（☆2021年10月6日 - 12月29日）
- VAZZROCK THE ANIMATION（☆2022年10月5日 - 12月28日）

#### 24時00分 - 24時30分枠
- ダンベル何キロ持てる?（☆2019年7月3日 - 9月18日）
- SHOW BY ROCK!! ましゅまいれっしゅ!!（☆2020年4月8日 - 6月24日）
- 【推しの子】(第2期)（☆2024年7月3日 - 9月25日、10月7日）
- 花は咲く、修羅の如く（☆2025年1月8日 - 3月26日）
- 華Doll*-Reinterpretation of Flowering-（☆2025年4月9日 - 6月25日）
- クレバテス-魔獣の王と赤子と屍の勇者-（☆2025年7月2日 - ）

#### 24時30分 - 25時00分枠
- リアデイルの大地にて（☆2022年1月5日 - 3月23日）
- 史上最強の大魔王、村人Aに転生する（☆2022年4月6日 - 6月22日）
- 異世界おじさん（☆2022年7月6日 - 9月28日）
- 陰の実力者になりたくて!（☆2022年10月5日 - 2023年2月15日）
- オーバーロード（再放送）（☆2024年4月3日 - 6月26日）
- 時々ボソッとロシア語でデレる隣のアーリャさん（☆2024年7月3日 - 9月18日）
- Re:ゼロから始める異世界生活 3rd seaon（☆2024年10月2日 - 2025年3月26日）

#### 25時00分 - 25時05分枠
- ドアマイガーD（再放送）（2015年1月7日 - 4月2日）
- 信長の忍び（2017年4月5日 - 10月4日）
- 信長の忍び〜伊勢・金ヶ崎篇〜（2017年10月11日 - 2018年4月4日）
- 戦隊ヒーロー スキヤキフォース（☆2018年4月11日 - 2019年3月13日）
- かぎなど（☆2021年10月13日 - 12月29日、2022年4月13日 - 6月29日）

#### 25時00分 - 25時30分枠
2009年3月まではアニメ枠が25時30分 - 26時00分だった。
- アスラクライン（☆2009年4月8日 - 7月1日）
- 【懺・】さよなら絶望先生（☆2009年7月8日 - 9月30日）
- アスラクライン2（☆2009年10月7日 - 12月30日）
- 裏切りは僕の名前を知っている（☆2010年4月14日 - 9月22日）
- IS 〈インフィニット・ストラトス〉（☆2011年1月19日 - 4月6日）
- けんぷファー fur die Liebe（☆2011年4月13日）
- 中二病でも恋がしたい！（☆2012年10月3日 - 12月19日）
- たまこまーけっと（☆2013年1月10日 - 3月27日）
- 断裁分離のクライムエッジ（☆2013年4月3日 - 6月26日）
- ロウきゅーぶ!SS（☆2013年7月10日 - 10月2日）
- ワルキューレ ロマンツェ（☆2013年10月9日 - 12月25日）
- 中二病でも恋がしたい!戀（☆2014年1月8日 - 3月26日）
- ノーゲーム・ノーライフ（☆2014年4月9日 - 6月25日）
- まじもじるるも（☆2014年7月9日 - 9月24日）
- 戦国乙女〜桃色パラドックス〜（2014年10月1日 - 12月24日）
- ミカグラ学園組曲（☆2015年4月8日 - 6月24日）
- オーバーロード（☆2015年7月8日 - 9月30日）
- 櫻子さんの足下には死体が埋まっている（☆2015年10月7日 - 12月23日）
- ゴッドイーター（再放送）（☆2016年1月6日 - 3月2日）
- ゴッドイーター メテオライト編（☆2016年3月9日 - 3月30日）
- ツキウタ。 THE ANIMATION（☆2016年7月6日 - 9月28日）
- えとたま（☆2016年10月5日 - 12月21日）
- テイルズ オブ ゼスティリア ザ クロス（☆2017年1月11日 - 3月29日、4月30日）
- 文豪ストレイドッグス 第4シーズン（☆2023年1月4日 - 3月29日）
- 【推しの子】（☆2023年4月12日 - 6月28日）
- わたしの幸せな結婚（☆2023年7月5日 - 9月20日）
- 陰の実力者になりたくて! 2nd season（☆2023年10月4日 - 12月20日）
- 異修羅（☆2024年1月3日 - 3月20日）
- この素晴らしい世界に祝福を!3（☆2024年4月10日 - 6月19日）
- 異修羅(第2期)（☆2025年1月8日 - 3月26日）
- 盾の勇者の成り上がり Season4（☆2025年7月9日 - ）

#### 25時05分 - 25時35分枠
- 艦隊これくしょん -艦これ-（☆2015年1月7日 - 3月25日）
- 終末なにしてますか? 忙しいですか? 救ってもらっていいですか?（☆2017年4月12日 - 6月28日）
- ようこそ実力至上主義の教室へ（☆2017年7月12日 - 9月27日）
- 僕の彼女がマジメ過ぎるしょびっちな件（☆2017年10月11日 - 12月13日）
- 文豪ストレイドッグス（☆2018年1月3日 - 3月21日）
- Butlers〜千年百年物語〜（☆2018年4月11日 - 6月27日）
- アンゴルモア 元寇合戦記（☆2018年7月11日 - 9月26日）
- RErideD-刻越えのデリダ-（☆2018年10月3日 - 12月19日）
- 盾の勇者の成り上がり（☆2019年1月9日 - 6月26日）
- 彼方のアストラ（☆2019年7月3日 - 9月18日）
- 旗揚!けものみち（☆2019年10月2日 - 12月18日）
- プランダラ（☆2020年1月8日 - 6月24日）
- デカダンス（☆2020年7月8日 - 9月23日）
- ストライクウィッチーズ ROAD to BERLIN（☆2020年10月7日 - 12月23日）
- 回復術士のやり直し（☆2021年1月13日 - 3月31日）
- 幼なじみが絶対に負けないラブコメ（☆2021年4月14日 - 6月30日）
- 女神寮の寮母くん。（☆2021年7月14日 - 9月15日）
- 世界最高の暗殺者、異世界貴族に転生する（☆2021年10月6日 - 12月22日）
- ハコヅメ〜交番女子の逆襲〜（☆2022年1月5日 - 3月30日）
- 盾の勇者の成り上がり Season2（☆2022年4月6日 - 6月29日）
- メイドインアビス 烈日の黄金郷（☆2022年7月6日 - 9月28日）
- 恋愛フロップス（☆2022年10月12日 - 12月28日）

#### 25時30分 - 26時00分枠
2009年4月よりアニメ枠が25時00分 - 25時30分に枠移動をした。
- IZUMO -猛き剣の閃記-（☆2005年4月6日 - 6月22日）
- D.C.S.S. 〜ダ・カーポ セカンドシーズン〜 2005年7月4日 - 12月28日）
- タクティカルロア（☆2006年1月11日 - 4月5日）
- ひまわりっ!（☆2006年4月12日 - 7月12日）
- となグラ!（☆2006年7月19日 - 10月4日）
- 乙女はお姉さまに恋してる（☆2006年10月11日 - 12月20日）
- ひまわりっ!!（☆2007年1月10日 - 4月4日）
- 陸上防衛隊まおちゃん（☆2007年4月11日 - 7月4日）
- さよなら絶望先生（☆2007年7月11日 - 9月26日）
- D.C.II 〜ダ・カーポII〜（☆2007年10月3日 - 12月26日）
- 俗・さよなら絶望先生（☆2008年1月9日 - 4月2日）
- D.C.II S.S. 〜ダ・カーポII セカンドシーズン〜（☆2008年4月9日 - 7月3日）
- 薬師寺涼子の怪奇事件簿（☆2008年7月10日 - 10月1日）
- 屍姫 赫（☆2008年10月8日 - 12月31日）
- 屍姫 玄（☆2009年1月7日 - 4月1日）
- 生徒会役員共*（☆2014年1月8日 - 4月2日）
- 範馬刃牙（☆2023年10月4日 - 4月3日）
- デート・ア・ライブV（☆2024年4月10日 - 6月26日）
- 履いてください、鷹峰さん（☆2025年4月2日 - 6月18日）
- New PANTY & STOCKING with GARTERBELT（☆2025年7月9日 - ）

#### 25時35分 - 26時05分枠
- シュタインズ・ゲート ゼロ（☆2018年4月11日 - 9月26日）
- 俺が好きなのは妹だけど妹じゃない（☆2018年10月10日 - 12月19日）
- 私に天使が舞い降りた!（☆2019年1月9日 - 3月27日）
- 世話やきキツネの仙狐さん（☆2019年4月10日 - 6月26日）
- 異世界チート魔術師（☆2019年7月10日 - 9月25日）
- 慎重勇者〜この勇者が俺TUEEEくせに慎重すぎる〜（☆2019年10月2日 - 12月25日、2020年1月8日）
- この素晴らしい世界に祝福を!2（☆2020年7月15日 - 9月16日）
- 池袋ウエストゲートパーク（☆2020年10月7日 - 12月23日）
- ブレイブウィッチーズ（再放送）（2021年1月13日 - 3月31日）
- スーパーカブ（☆2021年4月7日 - 6月23日）
- ノーゲーム・ノーライフ（再放送）（☆2021年7月7日 - 9月22日）
- 宇宙よりも遠い場所（再放送）（☆2021年10月6日 - 12月29日）
- 幼女戦記（再放送）（☆2022年1月5日 - 3月23日）
- であいもん（☆2022年4月6日 - 6月22日）
- 不徳のギルド（☆2022年10月5日 - 12月21日）

#### 25時55分 - 26時25分枠
- MEZZO -メゾ-（☆2004年1月7日 - 不明）
- プリンセスアワー（☆2004年10月6日 - 12月29日）
  - W〜ウィッシュ〜
  - Φなる・あぷろーち

#### 26時00分 - 26時30分枠
- 魔法少女にあこがれて（☆2024年1月3日 - 3月27日）

### 木曜日

#### 7時30分 - 8時00分枠
- 魔法少女ララベル（1999年）

#### 17時00分 - 17時30分枠
- アラビアンナイト シンドバットの冒険（不明 - 1999年6月）
- あらいぐまラスカル（1999年7月 - 不明）

#### 18時00分 - 18時30分枠
- まんが偉人物語（1997年）

#### 18時30分 - 19時00分枠
- のらくろクン（1997年）
- ゲンジ通信あげだま（2000年）
- アルプスの少女ハイジ（不明 - 2000年3月）
- 新白雪姫伝説プリーティア（2001年10月4日 - 12月27日）
- あぃまぃみぃ!ストロベリー・エッグ（2002年1月10日 - 4月4日）

#### 19時00分 - 19時30分枠
- あらいぐまラスカル（不明 - 2000年3月）

#### 21時50分 - 21時55分枠
- フジログ（2011年4月7日 - 7月7日・2011年10月6日 - 12月29日）

#### 22時00分 - 22時30分枠
- Dr.STONE SCIENCE FUTURE（☆2025年7月10日 - ）

#### 22時30分 - 23時00分枠
- 銀河機攻隊 マジェスティックプリンス（☆2013年4月4日 - 9月19日）
- Dr.STONE STONE WARS（☆2021年1月14日 - 3月25日）
- ゴジラ S.P ＜シンギュラポイント＞（☆2021年4月1日 - 6月24日）
- Dr.STONE NEW WORLD（☆2023年4月6日 - 6月15日、10月12日 - 12月21日）
- ネガポジアングラー（☆2024年10月3日 - 12月19日）
- Dr.STONE SCIENCE FUTURE（☆2025年1月9日 - 3月27日）

#### 23時30分 - 24時00分枠
- BanG Dream! 2nd Season（☆2019年1月3日 - 3月28日）
- なむあみだ仏っ!-蓮台 UTENA-（2019年4月11日 - 6月27日）
- BanG Dream! 3rd Season（☆2020年1月23日 - 4月23日）

#### 24時00分 - 24時30分枠
- アクエリオンロゴス（☆2015年7月2日 - 12月24日）
- アキバ冥途戦争（☆2022年10月6日 - 12月22日）
- スパイ教室（☆2023年1月5日 - 3月30日）
- 魔法使いの嫁 SEASON2（☆2023年4月6日 - 6月22日、10月5日 - 12月21日）
- 文豪ストレイドッグス 第5シーズン（☆2023年7月13日 - 9月21日）
- ダンジョン飯（☆2024年1月4日 - 6月13日）
- 一瞬で治療していたのに役立たずと追放された天才治癒師、闇ヒーラーとして楽しく生きる（☆2025年4月3日 - 6月19日）

#### 24時30分 - 25時00分枠
- Sonny Boy（☆2021年7月15日 - 9月30日）
- ようこそ実力至上主義の教室へ 3rd Season（☆2024年1月4日 - 3月28日）
- ゆるキャン△ SEASON3（☆2024年4月4日 - 6月20日）
- 恋は双子で割り切れない（☆2024年7月11日 - 9月26日）

#### 25時00分 - 25時30分枠
2009年7月から木曜のアニメ枠が復活。
- うみねこのなく頃に（☆2009年7月2日 - 12月24日）
- B型H系（2010年4月1日 - 6月17日）
- 学園黙示録 HIGHSCHOOL OF THE DEAD （☆2010年7月8日 - 9月23日）
- はたらく魔王さま！（☆2013年4月4日 - 6月27日）
- 凪のあすから（☆2013年10月3日 - 2014年4月3日）
- ご注文はうさぎですか?（☆2014年4月10日 - 6月26日）
- グラスリップ（☆2014年7月3日 - 9月25日）
- アオハライド（☆2015年4月9日 - 6月25日）
- ケイオスドラゴン 赤竜戦役（☆2015年7月2日 - 9月17日）
- 俺がお嬢様学校に「庶民サンプル」としてゲッツされた件（☆2015年10月8日 - 12月24日）
- アクティヴレイド -機動強襲室第八係-（☆2016年1月7日 - 3月24日）
- クロムクロ（☆2016年4月7日 - 9月29日）
- MARGINAL＃4 KISSから創造るBig Bang（☆2017年1月12日 - 3月30日）
- 夏色キセキ（2017年4月6日 - 6月22日）
- ゆるキャン△（☆2018年1月4日 - 3月22日）
- 多田くんは恋をしない（☆2018年4月5日 - 6月28日）
- メルクストーリア -無気力少年と瓶の中の少女-（2018年10月11日 - 12月27日）
- アクダマドライブ（☆2020年10月8日 - 12月24日）
- ゆるキャン△ SEASON2（☆2021年1月7日 - 4月1日）
- 殺し愛（☆2022年1月13日 - 3月31日）
- RPG不動産（☆2022年4月7日 - 6月23日）
- 「艦これ」いつかあの海で（☆2022年11月3日 - 12月22日、2023年1月19日、2月12日、3月25日）
- 異世界でチート能力を手にした俺は、現実世界をも無双する〜レベルアップは人生を変えた〜（☆2023年4月6日 - 6月29日）
- スパイ教室（☆2023年7月13日 - 9月28日）

#### 25時30分 - 25時35分枠
- ストレンジ・プラス（☆2014年1月9日 - 3月27日）
- 真 ストレンジ・プラス（☆2014年7月3日 - 9月25日）
- 旦那が何を言っているかわからない件（☆2014年10月2日 - 12月25日）
- みりたり!（☆2015年1月8日 - 3月26日）
- 旦那が何を言っているかわからない件 2スレ目（☆2015年4月2日 - 6月25日）
- だんちがい（☆2015年7月9日 - 9月24日）
- 不思議なソメラちゃん（☆2015年10月8日 - 12月24日）
- おじさんとマシュマロ（☆2016年1月7日 - 3月24日）

#### 25時30分 - 26時00分枠
- Soul Link（2006年4月6日 - 6月29日）
- 学園ヘヴン BOY'S LOVE SCRAMBLE!（2006年7月6日 - 9月28日）
- くじびきアンバランス（2006年10月12日 - 12月28日）
- Venus Versus Virus（2007年1月25日 - 4月12日）
- 怪物王女（2007年4月26日 - 10月4日）
- こどものじかん（2007年10月11日 - 12月27日）
- 狼と香辛料（☆2008年1月10日 - 3月27日）
- クリスタル ブレイズ（☆2008年4月10日 - 6月26日）
- Mission-E（2008年7月10日 - 9月25日）
- ドルアーガの塔 〜the Sword of URUK〜（☆2009年1月8日 - 3月26日）
- エスカ&ロジーのアトリエ 〜黄昏の空の錬金術士〜（☆2014年4月10日 - 6月26日）
- あんハピ♪（☆2016年4月7日 - 6月23日）
- 帰宅部活動記録（☆2016年7月7日 - 9月22日）
- 響け!ユーフォニアム2（2016年10月6日 - 12月29日）
- 政宗くんのリベンジ（☆2017年1月5日 - 3月23日）
- 武装少女マキャヴェリズム（☆2017年4月6日 - 6月22日）
- はじめてのギャル（☆2017年7月13日 - 9月14日）
- アズールレーン（☆2019年10月3日 - 12月12日）
- アサルトリリィ BOUQUET（☆2020年10月1日 - 12月24日）

#### 25時35分 - 25時40分枠
- お姉ちゃんが来た（2014年1月9日 -  3月27日）
- 血液型くん!2（2015年1月8日 - 3月26日）
- 温泉幼精ハコネちゃん（☆2015年10月8日 - 12月31日）

#### 25時35分 - 25時45分枠
- おくさまが生徒会長!（☆2015年7月2日 - 9月17日）

#### 26時00分 - 26時05分枠
- 犬神さんと猫山さん（☆2014年4月3日 - 6月26日）

#### 26時00分 - 26時30分枠
- ドルアーガの塔 〜the Aegis of URUK〜（☆2008年4月10日 - 6月26日）
- 恋姫†無双（☆2008年7月10日 - 9月25日）
- トリリオンゲーム（☆2024年10月3日 - 2025年3月27日）

### 金曜日

#### 7時30分 - 8時00分枠
- いなかっぺ大将（1999年）

#### 17時00分 - 17時30分枠
- トミカヒーローシリーズ
  - トミカヒーロー レスキューフォース（2008年7月4日 - 2009年6月19日）
  - トミカヒーロー レスキューファイアー（2009年6月26日 - 2010年6月11日）

#### 18時00分 - 18時30分枠
- まんが偉人物語（1997年）

#### 18時30分 - 19時00分枠
- のらくろクン（1997年）

#### 19時00分 - 19時30分枠
- 一休さん（2000年4月-2001年1月）

#### 22時30分 - 23時00分枠
- Dr.STONE（☆2019年7月5日 - 12月13日）
- アズールレーン（再放送）（☆2020年1月3日 - 3月20日）

#### 24時00分 - 24時30分枠
- アイドルマスター シンデレラガールズ（☆2015年1月9日 - 4月10日、7月17日 - 10月16日）
- THE IDOLM@STER（☆2015年4月17日 - 7月10日、10月23日 - 12月25日）
- ディバインゲート（☆2016年1月8日 - 3月25日）
- 覇穹 封神演義（☆2018年1月12日 - 6月29日）
- 女子高生の無駄づかい（☆2019年7月5日 - 9月20日）
- ノー・ガンズ・ライフ（☆2019年10月11日 - 12月27日、2020年4月10日 - 9月25日）
- 恋する小惑星（☆2020年1月3日 - 3月27日）
- 魔女の旅々（☆2020年10月2日 - 12月18日）
- 蜘蛛ですが、なにか?（☆2021年1月8日 - 6月25日、7月9日）
- ハロー!!きんいろモザイク（再放送）（2021年7月9日 - 9月24日）
- SELECTION PROJECT（☆2021年10月1日 - 12月24日）
- スローループ（☆2022年1月7日 - 3月25日）
- この素晴らしい世界に爆焔を!（☆2023年4月7日 - 6月23日)
- アストロノオト（☆2024年4月5日 - 6月21日）
- アークナイツ【焔燼曙明/RISE FROM EMBER】（☆2025年7月4日 - ）

#### 24時15分 - 24時30分枠
- キャラディのジョークな毎日（再放送）（☆2011年1月7日 - 3月25日）

#### 24時30分 - 25時00分枠
- ソード・オラトリア ダンジョンに出会いを求めるのは間違っているだろうか外伝（☆2017年4月14日 - 6月30日）
- 時間の支配者（☆2017年7月7日 - 9月29日）
- キノの旅 -the Beautiful World- the Animated Series（☆2017年10月6日 - 12月22日）
- 文豪ストレイドッグス（☆2018年4月6日 - 6月22日）
- 殺戮の天使（☆2018年7月6日 - 9月21日）
- やがて君になる（☆2018年10月5日 - 12月28日）
- ブギーポップは笑わない（☆2019年1月4日 - 3月29日）
- 文豪ストレイドッグス 第3シーズン（☆2019年4月12日 - 6月28日）
- ダンジョンに出会いを求めるのは間違っているだろうかII（☆2019年7月12日 - 9月27日）
- 厨病激発ボーイ（☆2019年10月4日 - 12月13日）
- 天晴爛漫!（☆2020年4月10日 - 4月24日、7月3日 - 9月25日）
- この素晴らしい世界に祝福を!（☆2020年5月1日 - 7月3日）
- ダンジョンに出会いを求めるのは間違っているだろうかIII（☆2020年10月2日 - 12月18日）
- ラブライブ!虹ヶ咲学園スクールアイドル同好会（再放送）（2021年1月8日 - 4月2日）
- ガールズバンドクライ（☆2024年4月5日 - 6月28日）

#### 25時00分 - 26時00分枠
- Re:ゼロから始める異世界生活（☆2020年1月3日 - 4月3日）

#### 25時00分 - 25時30分枠
2009年7月から金曜日のアニメ枠が復活。
- 狼と香辛料II（☆2009年7月10日 - 9月25日）
- ファイト一発! 充電ちゃん!!（2009年10月9日 - 12月25日）
- スーパーロボット大戦OG -ジ・インスペクター-（☆2010年10月1日- 3月25日）
- 魔乳秘剣帖（☆2011年7月15日 - 9月30日）
- 真剣で私に恋しなさい!!（☆2011年10月7日 - 12月23日）
- 昭和物語（再放送）（☆2012年1月6日 - 3月30日）
- 恋と選挙とチョコレート（☆2012年7月13日 - 10月5日）
- 超次元ゲイム ネプテューヌ（☆2013年7月12日 - 9月27日）
- IS 〈インフィニット・ストラトス〉2（☆2013年10月11日 - 12月27日）
- 風雲維新ダイ☆ショーグン（☆2014年4月11日 - 6月27日）
- BRAVE10（☆2015年4月3日 - 6月19日）
- ドリフターズ（2016年10月7日 - 12月23日）
- 有頂天家族（再放送）（2017年1月6日 - 3月31日）
- KADOKAWA 春の異世界×ファンタジーまつり（2020年4月10日 - 6月26日）
- Re:ゼロから始める異世界生活 2nd season（☆2020年7月10日 - 10月2日、2021年1月8日 - 3月26日）
- くまクマ熊ベアー（☆2020年10月9日 - 12月25日）
- 究極進化したフルダイブRPGが現実よりもクソゲーだったら（☆2021年4月9日 - 6月25日）
- D4DJ All Mix（☆2023年1月13日 - 3月31日）

#### 25時15分 - 25時45分枠
- アニメコンプレックスNIGHT（☆2001年4月 - 6月）
- NieA_7（☆2001年6月 - 9月）

#### 25時25分 - 25時55分枠
2007年7月よりアニメ枠が25時30分 - 26時00分に枠移動をした。
- アニメ魂
  - To Heart 〜Remember my Memories〜（2004年10月8日 - 12月31日）
  - まじかるカナン（2005年1月7日 - 3月25日）
  - こみっくパーティー Revolution（2005年4月8日 - 7月1日）

#### 25時30分 - 25時35分枠
- ドアマイガーD（再放送）（2016年1月8日 - 4月1日）
- 旦那が何を言っているかわからない件（再放送）（☆2016年4月1日 - 6月24日）
- 腐男子高校生活（☆2016年7月8日 - 9月23日）
- バーナード嬢曰く。（☆2016年10月7日 - 12月23日）
- あいまいみー 〜Surgical Friends〜（☆2017年1月6日 - 3月24日）

#### 25時30分 - 26時00分枠
2005年6月までアニメ枠は25時25分 - 25時55分だった。2006年3月にてアニメ枠は休止となったが2008年10月に復帰した。
- アニメ魂
  - あかほり外道アワーらぶげ（2005年7月8日 - 9月30日）
    - 絶対正義ラブフェロモン
    - それゆけ!外道乙女隊

  - ToHeart2（2005年10月7日- 12月30日）
  - LEMON ANGEL PROJECT（2006年1月6日 - 3月31日）
- ロミオ×ジュリエット（CBC製作）（☆ 2007年4月20日 - 9月28日）
- あかね色に染まる坂（2008年10月3日 - 12月19日）
- WHITE ALBUM（前半）（2009年1月9日 - 4月3日）
- WHITE ALBUM（後半）（2009年10月2日 - 12月25日）
- 高橋留美子劇場（2014年7月4日 - 9月19日）
- ツインエンジェルBREAK（☆2017年4月7日 - 6月23日）
- バチカン奇跡調査官（☆2017年7月14日 - 9月29日）
- 少女終末旅行（☆2017年10月6日 - 12月22日）
- ハクメイとミコチ（☆2018年1月12日 - 3月30日）
- D4DJ First Mix（☆2020年10月30日 - 2021年1月29日）

#### 25時35分 - 25時40分枠
- 暗闇三太（2016年1月8日 - 4月1日）
- こわぼん（2016年4月1日 - 6月24日）
- 信長の忍び〜姉川・石山篇〜（2018年4月6日 - 9月28日）
- おこしやす、ちとせちゃん （2018年10月5日 - 2019年3月29日）

#### 25時35分 - 26時05分枠
- 魔装学園H×H（☆2016年7月8日 - 9月23日）
- ブレイブウィッチーズ（☆2016年10月7日 - 12月30日）
- CHAOS;CHILD（☆2017年1月13日 - 3月31日）

#### 25時40分 - 26時10分枠
- 紅殻のパンドラ（☆2016年1月8日 - 3月25日）
- ビッグオーダー（☆2016年4月15日 - 6月17日）
- ヒナまつり（☆2018年4月6日 - 6月22日）
- はるかなレシーブ（☆2018年7月6日 - 9月21日）
- うちのメイドがウザすぎる!（☆2018年10月5日 - 12月21日）
- デート・ア・ライブIII（☆2019年1月11日 - 3月29日）

#### 25時45分 - 26時00分枠
- ワールドフールニュース（☆2014年10月3日 - 12月19日）
- 旦那が何を言っているかわからない件（再放送）（2015年3月6日 - 4月3日）

#### 25時45分 - 26時15分枠
2006年3月までアニメ枠は25時30分 -26時00分だった。
- こみっくパーティー（2001年4月 - 6月）
- アニメ魂
  - 西の善き魔女 Astraea Testament（2006年4月7日 - 6月30日）
  - Gift 〜eternal rainbow〜（2006年10月6日 - 12月22日）
- まもって!ロリポップ（☆2006年7月7日 - 9月29日）

#### 26時00分 - 26時05分枠
- あいまいみー -妄想カタストロフ-（☆2014年7月4日 - 9月26日）
- 無責任ギャラクシー☆タイラー（☆2017年7月14日 - 9月29日）

#### 26時00分 - 26時30分枠
2007年9月までアニメ枠は26時15分 - 26時45分だった。
- アニメスピリッツ
  - ご愁傷さま二ノ宮くん（2007年10月5日 - 12月21日）
  - H2O 〜FOOTPRINTS IN THE SAND〜（2008年1月4日 - 3月21日）
  - ストライクウィッチーズ（☆2008年7月4日 - 9月19日）

#### 26時10分 - 26時40分枠
- かくりよの宿飯（2018年4月6日 - 9月28日）

#### 26時15分 - 26時45分枠
2006年12月までアニメ枠は25時45 - 26時15分だった。
- ショートDEアニメ魂（2007年1月5日 - 3月30日）
- アニメスピリッツ
  - 風の聖痕（2007年4月13日 - 9月21日）

#### 26時30分 - 27時00分枠
- 破天荒遊戯（☆2008年1月4日 - 3月7日）
- BUS GAMER（☆2008年3月14日 - 3月28日）
- あまつき（☆2008年4月4日 - 6月27日）

### 土曜日

#### 8時00分 - 8時30分枠
- プリンセスチュチュ（☆2002年夏）
- ダイバージェンス・イヴ（2002年11月 - 2003年5月）
- 奇鋼仙女ロウラン（2003年7月 - 9月）

#### 10時25分 - 10時30分枠
- ぽかぽか森のラスカル（2006年4月 - 2007年3月）

#### 10時30分 - 11時00分枠
- とっとこハム太郎（2004年10月 - 2006年1月。日曜7時30分枠より移動）
- とっとこハム太郎 はむはむぱらだいちゅ!（2006年1月 - 12月）

#### 11時00分 - 11時30分枠
- よばれてとびでて!アクビちゃん（2004年10月 - 2005年3月）
- 愛してるぜベイベ★★（2005年4月2日 - 9月）
- 3丁目のタマ うちのタマ知りませんか?（2005年10月 - 2006年3月）
- クロスゲーム（2009年4月18日 - 2010年4月10日）

#### 11時30分 - 12時30分枠
- ダイバージェンス・イヴ（2003年10月 - 12月）
- 神魂合体ゴーダンナー!!（2004年1月 - 3月）
- みさきクロニクル ダイバージェンス・イヴ（2004年4月 - 6月）
- 神魂合体ゴーダンナー!! SECOND SEASON（2004年7月 - 9月）
- トランスフォーマー スーパーリンク（2004年10月 - 2005年3月。12時00分枠より移動）
- トランスフォーマー ギャラクシーフォース（2005年4月 - 2006年3月）

#### 12時00分 - 12時30分枠
2002年春改編で日曜12時枠より移動する形で新設。2005年春改編にて土曜11時30分枠に移動。
- 爆闘宣言ダイガンダー（2002年4月 - 2003年3月）
- 超ロボット生命体トランスフォーマー マイクロン伝説（2003年4月 - 2004年3月）
- トランスフォーマー スーパーリンク（2004年4月 - 2004年9月）

#### 22時30分 - 23時00分枠
- ご注文はうさぎですか??（☆2015年10月10日 - 12月26日）
- ラクエンロジック（☆2016年1月9日 - 3月26日）
- ラブライブ!サンシャイン!!（☆2016年7月2日 - 9月24日）
- ろんぐらいだぁす!（☆2016年10月8日 - 12月24日）
- BanG Dream!（☆2017年1月21日 - 4月22日）
- ひなろじ〜from Luck & Logic〜（☆2017年7月1日 - 9月23日）
- ラブライブ!サンシャイン!! 第2期（☆2017年10月7日 - 12月30日）
- BanG Dream!（再放送）（☆ 2018年1月6日 - 4月7日）
- カードファイト!! ヴァンガード（☆2018年5月5日 - 2019年5月4日）
- BanG Dream! 2nd Season（再放送）（☆2019年5月11日 - 8月3日）
- グリザイア:ファントムトリガー THE ANIMATION（☆2019年9月7日 - 9月28日）

#### 23時00分 - 23時30分枠
- ご注文はうさぎですか? BLOOM（☆2020年10月10日 - 12月26日）
- スライム倒して300年、知らないうちにレベルMAXになってました（☆2021年4月10日 - 6月26日）
- ぼくたちのリメイク（☆2021年7月3日 - 9月25日）
- TSUKIPRO THE ANIMATION2（☆2021年10月9日 - 2022年1月1日）
- ラブライブ!虹ヶ咲学園スクールアイドル同好会 第2期（☆2022年4月2日 - 6月25日）

#### 23時30分 - 24時00分枠
- AKB0048（☆2012年5月5日 - 7月28日）
- いなり、こんこん、恋いろは。（☆2014年1月18日 - 3月22日）
- カウボーイビバップ（再放送）（2018年4月7日 - 9月29日）
- ラブライブ!虹ヶ咲学園スクールアイドル同好会（☆2020年10月3日 - 12月26日）
- D_CIDE TRAUMEREI THE ANIMATION（☆2021年7月10日 - 10月2日）
- デート・ア・ライブIV（☆2022年4月9日 - 6月25日）
- 異世界おじさん（☆2022年10月8日 - 12月31日、2023年3月9日）
- シュガーアップル・フェアリーテイル（☆2023年1月7日 - 3月25日、7月8日 - 9月23日）
- 盾の勇者の成り上がり Season3（☆2023年10月7日 - 12月23日）
- 佐々木とピーちゃん（☆2024年1月6日 - 3月23日）

#### 24時00分 - 24時30分枠
- ろんぐらいだぁす!（☆2017年2月18日 - 2月25日）

#### 24時30分 - 25時00分枠
- BLUE GENDER（2000年4月 - 2000年9月）
- DOG DAYS''（☆2015年1月10日 - 3月28日）
- ダンジョンに出会いを求めるのは間違っているだろうか（☆2015年4月4日 - 6月27日）
- 監獄学園（☆2015年7月11日 - 9月26日）

#### 25時00分 - 25時30分枠
- 鬼灯の冷徹 第弐期 その弐（☆2018年4月7日 - 6月30日）
- ゆらぎ荘の幽奈さん（☆2018年7月14日 - 9月29日）
- 抱かれたい男1位に脅されています。（☆2018年10月6日 - 12月29日）

#### 25時30分 - 25時45分枠
- ニートくノ一となぜか同棲はじめました（☆2025年1月4日 - 6月21日）

#### 25時30分 - 26時00分枠
- ブブキ・ブランキ（☆2016年1月9日 - 3月26日）
- アンジュ・ヴィエルジュ（☆2016年7月9日 - 9月24日）
- ブブキ・ブランキ 星の巨人（☆2016年10月1日 - 12月17日）
- 境界線上のホライゾンII（2017年1月7日 - 3月25日）
- ひなこのーと（☆2017年4月8日 - 6月24日）
- メイドインアビス（☆2017年7月8日 - 9月30日）
- 鬼灯の冷徹 第弐期（☆2017年10月7日 - 12月30日）
- ちおちゃんの通学路（☆2018年7月7日 - 9月22日）
- 経験済みなキミと、経験ゼロなオレが、お付き合いする話。（☆2023年10月7日 - 12月23日）

#### 26時10分 - 26時40分枠
- Sci-Fi HARRY（2000年10月 - 2001年3月）

#### 26時30分 - 27時00分枠
- 新サクラ大戦 the Animation（☆2020年4月25日 - 6月20日）

## 放送事故
- 「まじかるカナン」
  - 2005年3月4日（第9話）に誤って3月11日放送分（第10話）を放送する不手際が発生。3月11日に第9話、第10話を連続放送し、冒頭にお詫びのテロップを挿入することで対処した。
- 「ぽかぽか森のラスカル」
  - 2006年4月1日（第1話）にて放送事故で不完全だったため4月5日に再放送をした。